# Günter Höch
Günter Höch (* 4. April 1921 in Eisenach; † 8. August 2015) war ein deutscher Politiker der SPD.

## Werdegang
Höch kam nach dem Zweiten Weltkrieg in Wangen im Allgäu unter und war dort lange Jahre politisch und gewerkschaftlich tätig: So war er von 1953 bis 1984 Kreisvorsitzender des DGB sowie Vorsitzender des Ortsvereins der SPD. Für diese saß er von 1953 bis 1993 im Gemeinderat, 34 Jahre lang bekleidete er das Amt des Fraktionsvorsitzenden. Von 1960 bis 1994 war er zudem im Kreistag des Landkreises Wangen bzw. des Landkreises Ravensburg vertreten. Außerdem saß er im Verwaltungsrat der Kreissparkasse Ravensburg und im Ortsvereinsvorstand der Arbeiterwohlfahrt.
Am 26. August 1965 rückte Höch für den verstorbenen Harro Meyer in den Landtag von Baden-Württemberg nach. Bei der Wahl 1968 wurde er über ein Zweitmandat im Wahlkreis Wangen im Allgäu wiedergewählt, sodass er dem Parlament bis 1972 angehörte.
Seine letzte Ruhestätte befindet sich auf dem Friedhof St. Wolfgang in Wangen.

## Bürgermeisterwahl 1966
Im Vorfeld der Bürgermeisterwahl in Wangen am 9. Oktober 1966 geriet Höch durch seine Doppelfunktion als Partei- und Gewerkschaftsvorsitzender in die Kritik: Im Rahmen einer Betriebsrätetagung gab Höch, in seiner Funktion als DGB-Kreisvorsitzender, dem Kandidaten Jörg Leist eine Plattform, dem CDU-Amtsinhaber Wilhelm Uhl hingegen nicht. Kurt Heinkele, Landesvorsitzender der Gewerkschaft Öffentliche Dienste, Transport und Verkehr, der auch Bürgermeister Uhl angehörte, kritisierte dies in einem vertraulichen Brief, der allerdings über ein Flugblatt öffentlich wurde. Auf diesem Flugblatt, welches am Tag vor der Wahl verteilt wurde, gab es zudem eine Wahlempfehlung von DGB und ÖTV für den Amtsinhaber bei gleichzeitiger Distanzierung der Haltung von Günter Höch im Wahlkampf. Dieser brachte noch am Wahltag ein eigenes Flugblatt in Umlauf. Letztlich konnte sich Wilhelm Uhl mit 132 Stimmen Vorsprung vor Jörg Leist durchsetzen. Aufgrund einer gesetzeswidrigen Wählerbeeinflussung durch den ÖTV-Vorsitzenden erhoben 200 Wähler Einspruch gegen die Bürgermeisterwahl, der damit verbundenen Klage schlossen sich auch der Gemeinderat, darunter SPD-Fraktionschef Höch, und der Landrat an. In erster Instanz wurde die Klage vom Verwaltungsgericht Sigmaringen abgewiesen. Es wurde Berufung eingelegt und der Fall vor dem Verwaltungsgerichtshof in Mannheim verhandelt. Dieser gab der Klage im Juli 1968 statt, sodass die Bürgermeisterwahl wiederholt werden musste. In dieser konnte sich Jörg Leist durchsetzen.

## Ehrungen
- 1971: Bundesverdienstkreuz am Bande
- 1987: Bundesverdienstkreuz 1. Klasse
- 1996: Verdienstorden des Landes Baden-Württemberg